# Partiti politici a San Marino
A San Marino vige un sistema multipartitico. Il sistema elettorale proporzionale non consente a nessun partito di prevalere con una maggioranza assoluta nel Consiglio Grande e Generale, quindi in genere si formano governi di coalizione.

## Partiti attuali
Accanto al nome del partito è riportata l'abbreviazione e l'anno della fondazione:
- Partito Democratico Cristiano Sammarinese (PDCS; 1948)
- Partito dei Socialisti e dei Democratici (PSD; 2005)
- Partito Democratico Sammarinese (PDS; 2008)
- San Marino dei Valori (SMV; 4 giugno 2010)
- Partito Socialista (PS; 2012)
- Movimento Civico R.E.T.E. (2012)
- Per San Marino (PSM; 2012)
- San Marino 3.0 (SM3.0; 2012)
- Movimento Sammarinese Destra Sociale (MSDS; 2013)
- Repubblica Futura (RF; 25 febbraio 2017)
- Domani Motus Liberi (DML; 28 aprile 2018)
- Ēlego per una Nuova Repubblica (Elego; 2019)
- Libera San Marino (LSM; 14 novembre 2020)
- Democrazia Solidale (DEMOS; 25 marzo 2022)
- Alleanza Riformista (AR; 2023)

## Partiti del passato
Accanto al nome del partito è riportata l'abbreviazione, l'anno della fondazione e l'anno della dissoluzione:
- Partito Socialista Sammarinese (PSS; 1892-2005), confluito in Partito dei Socialisti e dei Democratici
- Partito Popolare Sammarinese (PPS; 1919-1926)
- Unione Democratica Sammarinese (UDS; 1920-1926)
- Partito Fascista Sammarinese (PFS; 1922-1943)
- Partito Comunista Sammarinese (PCS; 1941-1990)
- Fascio Repubblicano di San Marino (FRS; 1944-1944)
- Associazione Patriottica Indipendente del Lavoro (APIL; 1948)
- Partito Socialista Democratico Sammarinese (PSDS; 1954-1957)
- Partito Socialista Democratico Indipendente Sammarinese (PSDIS, poi PSU; 1957-1990)
- Movimento Libertà Statutarie (MLS; 1964-1974)
- Comitato per la Difesa della Repubblica (CDR; 1974)
- Democrazia Socialista, poi Partito Socialista Democratico Sammarinese (DS, poi PSDS; 1978-1988), confluito in Partito Socialista Sammarinese
- Partito Progressista Democratico Sammarinese (PPDS; 1990-2001), confluito in Partito dei Democratici
- Rifondazione Comunista Sammarinese (RCS; 1992-2012), confluito in Sinistra Unita
- Alleanza Popolare (AP; 1993-2017), confluito in Repubblica Futura
- Partito dei Democratici (PdD; 2001-2005), confluito in Partito dei Socialisti e dei Democratici
- Alleanza Nazionale Sammarinese (ANS; 2001-2008, rifondazione 2012-2013)
- Sammarinesi per la Libertà (SpL; 2003-2013)
- Movimento Biancoazzurro (MBA; 2003-2005), confluito in Alleanza Popolare
- Partito della Sinistra - Zona Franca (PdS; 2005-2012), confluito in Sinistra Unita
- Nuovo Partito Socialista (NPS; 2005-2012), confluito in Partito Socialista
- Sinistra Unita (SU; 2006-2017), confluito in Sinistra Socialista Democratica
- Noi Sammarinesi (NS; 2006-2023), confluito in Alleanza Riformista
- Movimento Ideali Socialisti (MIS; 2006-2023), confluito in Alleanza Riformista
- Movimento dei Democratici di Centro (DdC; 2007-2012), confluito in Unione per la Repubblica
- Europopolari per San Marino (EPS; 2007-2012), confluito in Unione per la Repubblica
- Partito Socialista Riformista Sammarinese (PSRS; 2009-2012), confluito in Partito Socialista
- Unione delle Forze Repubblicane (UFR)
- Unione per la Repubblica (UPR; 2011-2017), confluito in Repubblica Futura
- Movimento Civico10 (Civico10; 2012-2020), confluito in Libera San Marino
- Sinistra Socialista Democratica (SSD; 2016/2017-2020), confluito in Libera San Marino